# Ilja Zańkowski
Ilja Zańkowski (ur. 1832, zm. 1919, ros. Илья Николаевич Занковский, gruz. ილია ზანკოვსკი) – malarz-pejzażysta pochodzenia polskiego, działający w Gruzji.

## Życiorys
Urodził się na polskich obszarach Imperium Rosyjskiego. Studiował malarstwo w latach 1862–1863 na Cesarskiej Akademii Sztuk Pięknych w Petersburgu, następnie wyjechał do Gruzji i zamieszkał w Tyflisie (obecnie Tbilisi), gdzie pozostał do końca życia.
Był zatrudniony w oddziale wojskowo-topograficznym kaukaskiego okręgu wojskowego. W związku z pracą kartografa odbywał wiele podróży po Gruzji, i korzystając z okazji, tworzył wiele krajobrazów techniką akwarelową.
Uczestniczył w wielu wystawach malarstwa, między innymi Kaukaskiego Towarzystwa Popierania Sztuk Pięknych, Towarzystwa Samopomocy Artystów Kaukaskich, a także Towarzystwa Akwarelistów Rosyjskich. Gdy w ostatnim ćwierćwieczu XIX wieku powstała w Tyflisie szkoła rysunkowa, przekształcona w roku 1886 w Szkołę Rysunku i Malarstwa przy Kaukaskim Towarzystwie Popierania Sztuk Pięknych, Zańkowski został jej wykładowcą.
Ilja Zańkowski uczestniczył w życiu społeczności polskiej zamieszkałej w Gruzji.

## Gruzja na obrazach Zańkowskiego (wybór)